# Veronica urticifolia
Veronica urticifolia là một loài thực vật có hoa trong họ Mã đề. Loài này được Jacq. miêu tả khoa học đầu tiên.

## Hình ảnh

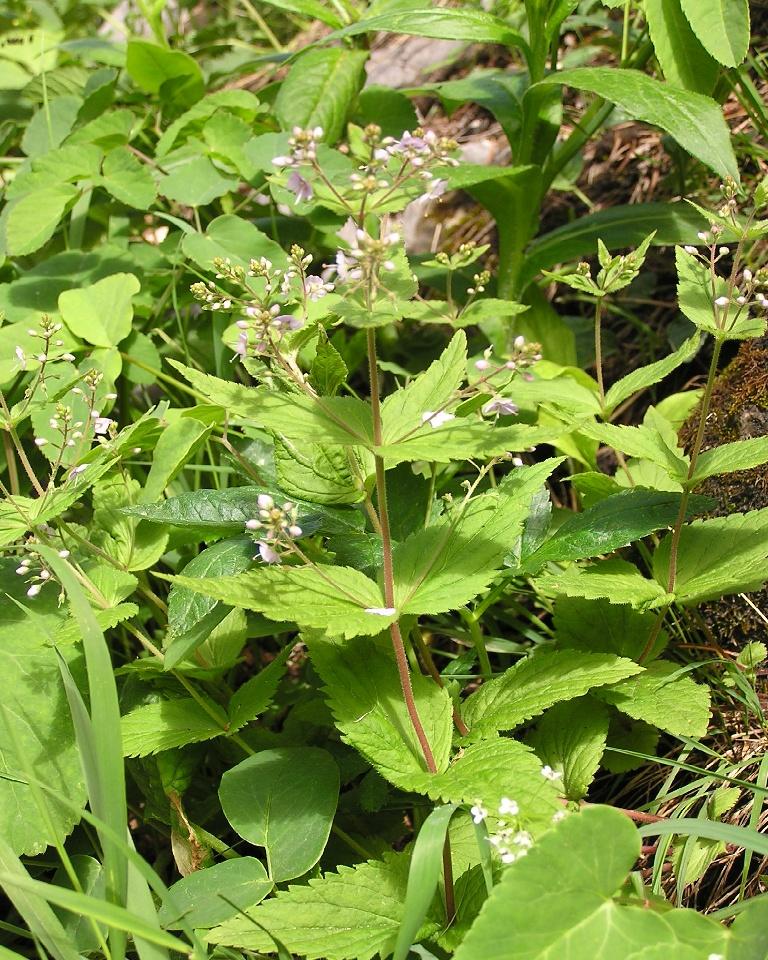
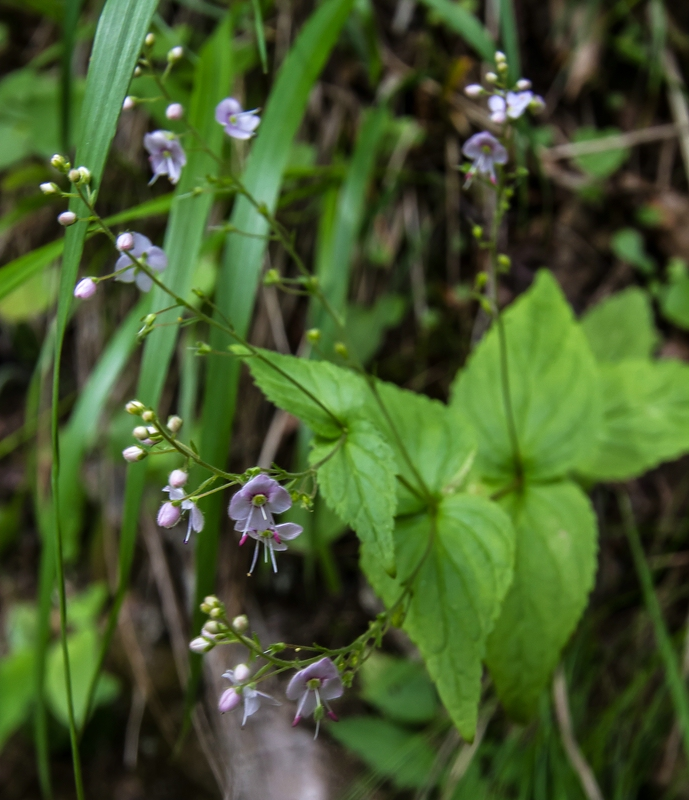
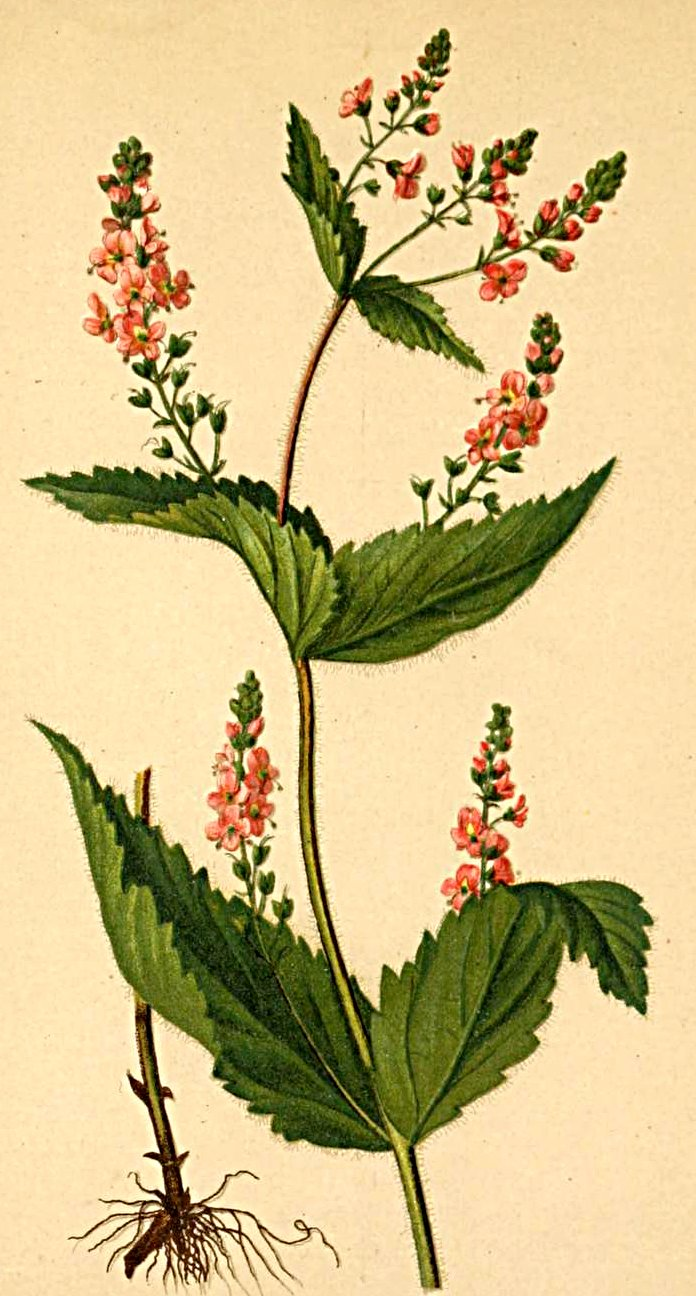
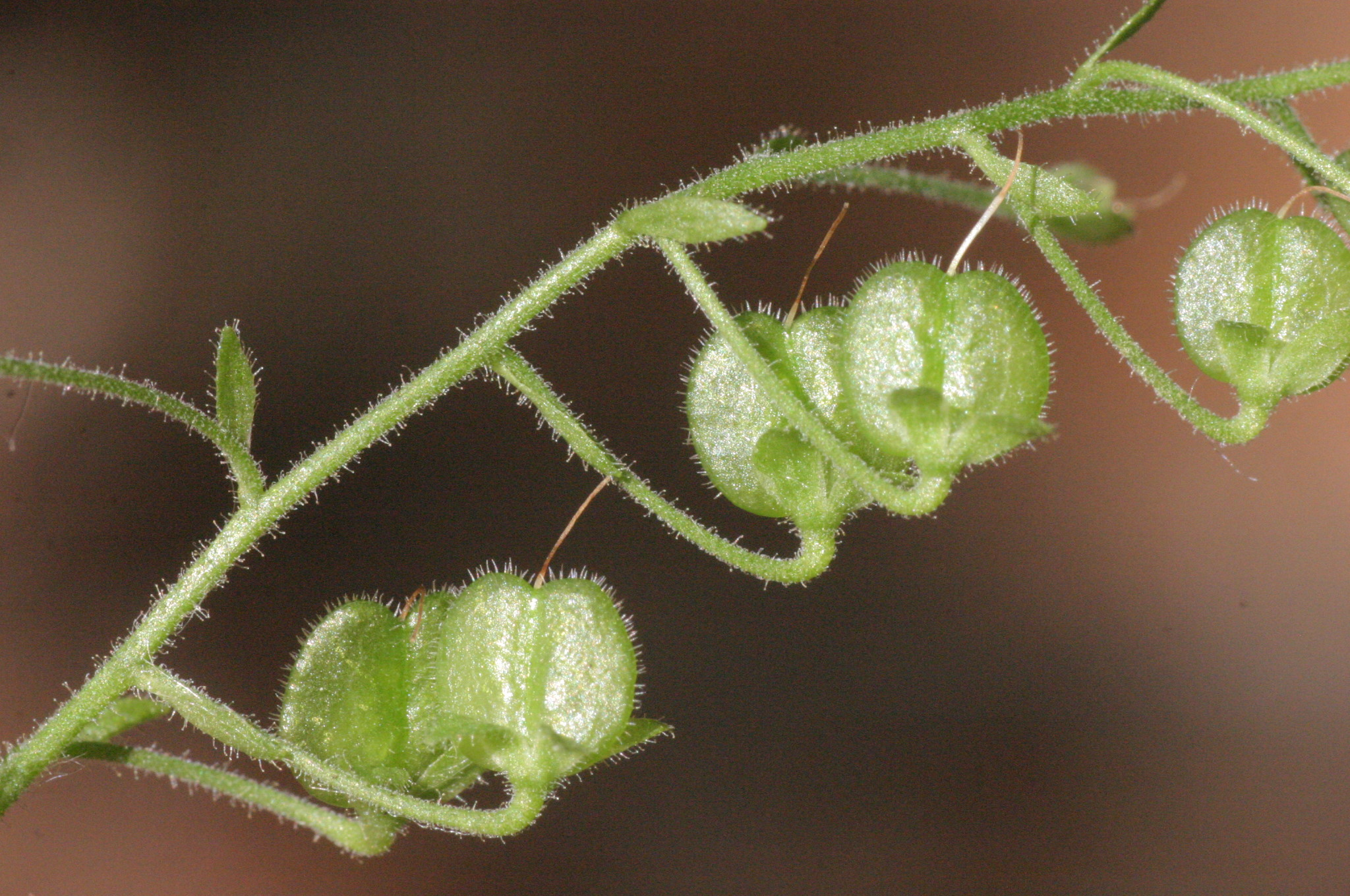